# Павлов, Александр Валерьевич (Герой Российской Федерации)
Александр Валерьевич Павлов (род. 12 декабря 1969 года) — советский и российский военный лётчик, лётчик-испытатель Лётно-исследовательского института имени М. М. Громова, старший лейтенант авиации в отставке. Лётчик-испытатель 1-го класса, Герой Российской Федерации (15 апреля 2006 года).

## Биография
Александр Павлов родился в городе Жуковский Московской области в семье заслуженного лётчика-испытателя СССР Валерия Викторовича Павлова. По национальности — русский.
Службу в Вооруженных Силах СССР начал в 1986 году, поступив в Харьковское высшее военное авиационное училище лётчиков, после окончания которого в 1990 году был направлен на службу в строевые части ВВС, расположенные в Московском и Приволжско-Уральском военных округах.
В 1992 году Александр Павлов был отправлен в запас, и после окончания в 1993 году Школы лётчиков-испытателей, перешёл на работу в Лётно-исследовательский институт имени М. М. Громова на должность лётчика-испытателя. Провёл ряд испытательных работ на сверхзвуковых истребителях МиГ-23, МиГ-25, МиГ-29, Су-24, Су-27, Су-30 и ряде других, связанных с деятельностью института. В период между 1999 и 2001 годом, совместно с Героем Российской Федерации Анатолием Николаевичем Квочуром участвовал в ряде дальних перелётов на самолёте Су-30. Общий налет Александра Павлова составляет более 2 500 часов, а налет на самолетах Су-27 и Су-30 — свыше 200 часов.
15 апреля 2006 года, Указом Президента Российской Федерации, за мужество и героизм, проявленные при испытании новой авиационной техники Александру Валерьевичу Павлову было присвоено звание Героя Российской Федерации с вручением медали «Золотая Звезда».
В 2006 году Павлов покинул институт. В настоящее время Александр Валерьевич работает пилотом-инструктором в авиакомпании и живёт в городе Жуковский Московской области.

## Награды
- Герой Российской Федерации (15 апреля 2006 года, медаль № 869)[3]
- медали